# Liste de réalisateurs québécois
Vous trouverez ci-dessous une liste de réalisateurs québécois classée en ordre alphabétique.
- Haut – A
- B
- C
- D
- E
- F
- G
- H
- I
- J
- K
- L
- M
- N
- O
- P
- Q
- R
- S
- T
- U
- V
- W
- X
- Y
- Z

## A
- Camil Adam (1927-2007)
- Jeremy Peter Allen (1968)
- Paul Almond (1931-2015)
- Yves Angrignon
- Denys Arcand (1941)
- Louise Archambault (1970)
- Sylvain Archambault (1964)
- Olivier Asselin
- Robin Aubert (1972)
- Michel Audy (1947-2020)

## B
- David B. Ricard
- Frédéric Back (1924-2013)
- René Bail (1931-2007)
- Paule Baillargeon (1945)
- Manon Barbeau (1949)
- Paul Barbeau
- Anaïs Barbeau-Lavalette (1979)
- Rudy Barichello
- Céline Baril
- Jeff Barnaby
- Jephté Bastien
- Jean Beaudin (1939-2019)
- Jean Beaudry (1947)
- Fernand Bélanger (1943-2006)
- Louis Bélanger (1964)
- Denyse Benoît (1949)
- Jacques W. Benoît (1948-2005)
- Normand Bergeron (1963)
- Dan Bigras (1957)
- Jean-Yves Bigras (1919-1966)
- Charles Binamé (1949)
- Jean Bissonnette (1934-2016)
- Sophie Bissonnette (1956)
- André Blanchard (1951)
- Simon Boisvert (1966)
- Roger Boire (1948)
- Denis Boivin (1955)
- Patrick Boivin (1975)
- Mario Bolduc (1953)
- René Bonnière (1928)
- Serge Bordeleau (1981)
- Anne-Marie Bouchard
- Patrick Bouchard (1974)
- Luc Bourdon
- Sarah-Christine Bourihane
- Richard Boutet (1940-2003)
- François Bouvier (1948)
- André Brassard (1946-2022)
- François Brault (1941-2023)
- Michel Brault (1928-2013)
- Catherine Breton
- Manon Briand (1964)
- Maurice Bulbulian (1938)
- Martin Bureau

## C
- Iolande Cadrin-Rossignol (1942)
- Roger Cantin (1949)
- Érik Canuel (1961-2024)
- Marc Carbonneau
- Roger Cardinal (1940-2017)
- Gilles Carle (1928-2009)
- Louise Carré (1936)
- Louis-Georges Carrier (1927-2016)
- Mélanie Carrier (1979)
- Bruno Carrière (1953)
- Marcel Carrière (1935)
- Jean Chabot (1945-2003)
- Lyne Charlebois
- Félix Charron-Ducharme
- Alain Chartrand (1946-2023)
- Alexandre Chartrand
- Alexis Chartrand
- Martine Chartrand (1962)
- Patricia Chica
- Monia Chokri (1982)
- Louis Choquette
- Denis Chouinard (1964)
- Richard Ciupka (1950)
- David Clermont-Béïque (1974)
- Léa Clermont-Dion (1991)
- Phil Comeau (1956)
- Sandra Coppola
- Denis Côté (1973)
- Lawrence Côté-Collins
- Marie-Hélène Cousineau (1960)
- Ghyslaine Côté
- Robert Cornellier
- Michèle Cournoyer (1943)
- Jeanne Crépeau (1961)

## D
- Fernand Dansereau (1928)
- Mireille Dansereau (1943)
- Frédérik D'Amours
- François Delisle (1967)
- Patrick Demers (1969)
- Mathieu Denis (1977)
- Sophie Deraspe (1973)
- Yves Desgagnés (1958)
- Denys Desjardins (1966)
- Richard Desjardins (1948)
- Alain DesRochers
- Claude Desrosiers
- Bernard Devlin (1923-1983)
- Guylaine Dionne (1962)
- Elias Djemil-Matassov
- Luc Dionne (1960)
- Xavier Dolan (1989)
- Patrick Doyon (1979)
- Georges Dufaux (1927-2008)
- Louise Dugal
- Christian Duguay (1957)
- Raôul Duguay (1939)
- Yves Sioui Durand (1951)
- Alexis Durand-Brault
- Jean-Philippe Duval (1968)

## E
- Guy Édoin
- Anne Émond (1982)
- Bernard Émond (1951)
- Yan England (1979)

## F
- Jules Falardeau (1985)
- Philippe Falardeau (1968)
- Pierre Falardeau (1946-2009)
- Jean Faucher (1924-2013)
- Robert Favreau (1948)
- Simon-Olivier Fecteau (1975)
- Denise Filiatrault (1931)
- André Forcier (1947)
- André Fortin (1962-2000)
- Claude Fournier (1931-2023)
- Guillaume Fournier (1968)
- Roger Fournier (1929-2012)
- Yves Christian Fournier (1973)
- Roger Frappier (1945)
- Martin Frigon (1974)
- Demian Fuica
- Leonardo Fuica

## G
- Paul Gury (1888-1974)
- Jean Gagné (1947)
- Laurence Gagné-Frégeau
- Serge Gagné (1946)
- Claude Gagnon (1949)
- Denys Gagnon
- Philippe Gagnon (1974)
- Simon Galiero (1978)
- Pierre Gang
- Raymond Garceau (1919-1994)
- Émile Gaudreault (1964)
- Gratien Gélinas (1909-1999)
- Pascal Gélinas (1946)
- Serge Giguère (1946)
- François Girard (1963)
- Hélène Girard
- Maxime Giroux (1976)
- Jacques Godbout (1933)
- Olivier Godin
- Bernard Gosselin (1934-2006)
- François « Yo » Gourd
- Marc S. Grenier
- Gilles Groulx (1931-1994)
- Marie-Ginette Guay
- Martin Guérin
- Paul Guèvremont (1902-1979)
- Paul Gury (1888-1974)
- Sylvain Guy

## H
- Pierre Harel (1944)
- Isabelle Hayeur
- Pierre Hébert (1944)
- Patricio Henriquez (1948)
- Denis Héroux (1940-2015)
- Julie Hivon
- Emanuel Hoss-Desmarais
- Pierre Houle
- Patrick Huard (1969)

## I
- Alexandre Isabelle

## J
- Douglas Jackson (1940)
- Dominic James (1976)
- Rodrigue Jean (1957)
- Michel Jetté
- Claude Jutra (1930-1986)
- Pierre Jutras (1945-2023)
- Richard Jutras (1961)

## K
- George Kaczender (1933-2016)
- Claudia Kedney-Bolduc
- Larry Kent (1937)

## L
- François Labonté (1949)
- David Labrecque
- Jean-Claude Labrecque (1938-2019)
- Jean Lafleur
- Stéphane Lafleur (1976)
- Éric Laforce
- Céline Lafrance (1962)
- David La Haye (1966)
- Julie Lambert
- Arthur Lamothe (1928-2013)
- Micheline Lanctôt (1947)
- Denis Langlois
- Michel Langlois (1945)
- Yves Langlois (1951)
- Stéphane Lapointe (1971)
- Jimmy Larouche
- Hugo Latulippe (1973)
- Carole Laure (1948)
- Christian Laurence
- Jean-Claude Lauzon (1953-1997)
- Véronique Laveau
- Marc-André Lavoie
- Luca Jalbert (1987)
- Simon Lavoie (1979)
- Richard Lavoie (1937)
- Francis Leclerc (1971)
- Dominic Leclerc (1982)
- Charlotte Lecompte
- Jacques Leduc (1941)
- Jean Pierre Lefebvre (1941)
- Marcel Lefebvre (1941-2022)
- Guy A. Lepage (1960)
- Marquise Lepage (1959)
- Robert Lepage (1957)
- Philippe Lesage (1977)
- Sylvain L'Espérance (1961)
- Guillaume Lévesque
- Arthur Lipsett (1936-1986)
- Sophie Lorain (1960)
- Jean-Claude Lord (1943-2022)
- Jean-Sébastien Lord
- David Lussier (1976)

## M
- Francis Mankiewicz (1944-1993)
- Samuel Matteau (1987)
- Guylaine Maroist
- Jean Martimbeau
- Catherine Martin (1958)
- Richard Martin (1938-2016)
- Ahmed Mazouz (1941-2012)
- Ryan McKenna
- Norman McLaren (1914-1987)
- André Melançon (1942-2016)
- Robert Ménard
- Claude Meunier (1951)
- Charles-Olivier Michaud (1979)
- George Mihalka (1953)
- Stefan Miljevic
- Noël Mitrani (1969)
- Robert Monderie (1948)
- Nicolas Monette
- Laurence "BAZ" Morais Lagacé
- Éric Morin (cinéaste)
- Michaël Morin (1996)
- Michel Monty
- Michel Moreau (1931-2012)
- Robert Morin (1949)
- Wajdi Mouawad (1968)

## N
- Jean-Philippe Nadeau Marcoux
- Kim Nguyen (1974)
- Gilles Noël
- Jean-Guy Noël (1945)
- Yannick Nolin

## O
- Alanis Obomsawin (1932)
- Rafaël Ouellet (1974)

## P
- Stephan Parent
- Pierre Patry (1933-2014)
- Yvan Patry (1948-1999)
- Flavie Payette-Renouf (1988)
- Jean-Philippe Pearson (1970)
- Gabriel Pelletier (1958)
- Yves P. Pelletier (1961)
- Pierre Perrault (1927-1999)
- Fanny Perreault
- Clément Perron (1929-1999)
- Jimmy G. Pettigrew
- Luc Picard (1961)
- Benoît Pilon (1962)
- Sébastien Pilote (1973)
- Stefan Pleszczynski
- Podz (Daniel Grou) (1967)
- Anne Claire Poirier (1932)
- Léa Pool (1950)
- Michel Poulette (1950)
- Jean-François Pouliot (1957)
- Johanne Prégent (1950)
- Maurice Proulx (1902-1988)
- Émile Proulx-Cloutier (1983)

## R
- Mort Ransen (1933)
- Gilles Richer (1938-1999)
- Chloé Robichaud (1988)
- Tom Rodrigue
- Daniel Roby (1970)
- Martin Rodolphe (1970)
- Hubert-Yves Rose (1944)
- Sébastien Rose (1969)
- Mathieu Roy
- Richard Roy
- Stéphane E. Roy (1968)
- Éric Ruel

## S
- Louis Saia (1950)
- Nathalie Saint-Pierre
- Brigitte Sauriol (1945)
- Alain Sauvé (1947)
- Patrice Sauvé
- Simon Sauvé
- Ken Scott (1970)
- Jihen Sebai
- Robert Séguin (1932-2011)
- Marie-Jan Seille
- Mack Sennett (1880-1960)
- Gordon Sheppard (1937-2006)
- François Simard
- Yves Simoneau (1955)
- John N. Smith (1943)
- Bashar Shbib (1959)

## T
- Martin Talbot
- Paul Tana (1947)
- Albert Tessier (1895-1976)
- Benjamin Tessier
- Éric Tessier (1966)
- André Théberge (1945)
- Jacob Tierney (1979)
- Kevin Tierney
- Ricardo Trogi (1970)
- Rachel Trudeau
- André Turpin (1966)

## U
- Theodore Ushev (1968)

## V
- Esther Valiquette (1962-1994)
- Jean-Marc Vallée (1963-2021)
- Thomas Vamos
- Sylvie Van Brabant (1951)
- Anton Van de Water (1917-2008)
- Denis Villeneuve (1967)
- Martin Villeneuve (1978)
- Werner Volkmer (1944-2020)
- Myriam Verreault (1979)

## W
- Giles Walker (1946-2020)
- Anouk Whissel
- Yohann-Karl Whissel
- Mariloup Wolfe (1978)

## Z
- Maryanne Zéhil